# Everniastrum catawbiense
Everniastrum catawbiense är en lavart som först beskrevs av Degel., och fick sitt nu gällande namn av Hale ex Sipman. Everniastrum catawbiense ingår i släktet Everniastrum och familjen Parmeliaceae.   Inga underarter finns listade i Catalogue of Life.

## Källor

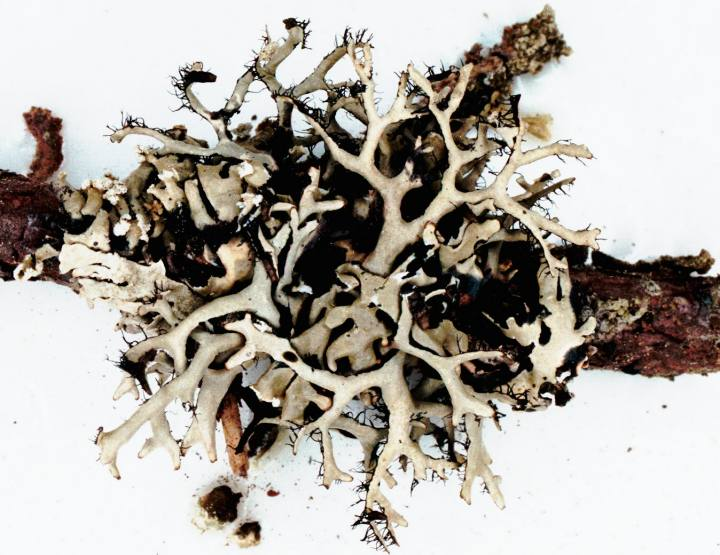
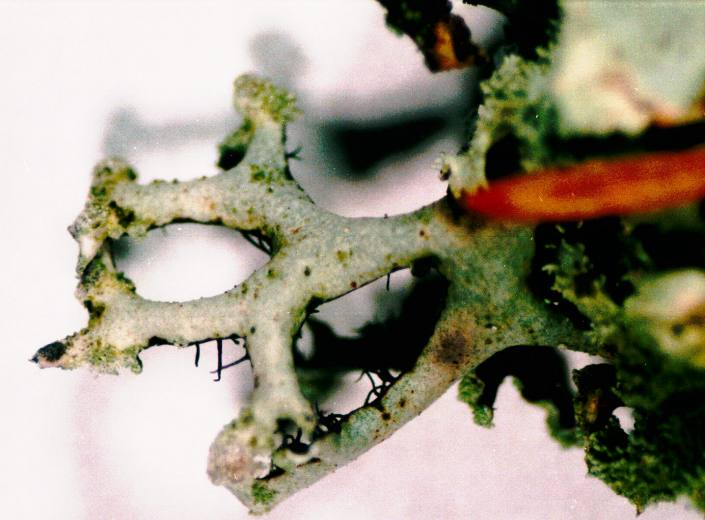
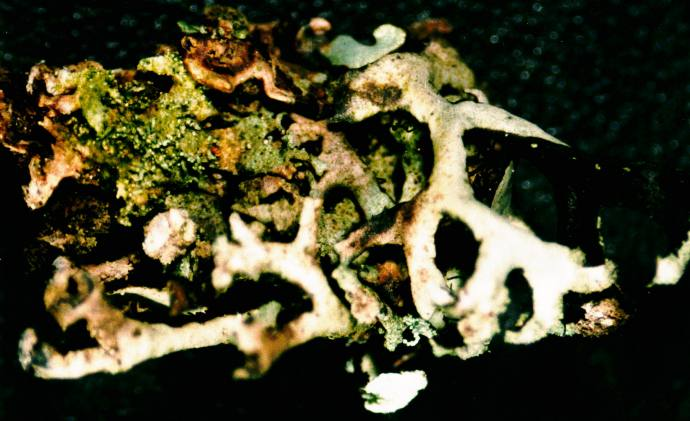
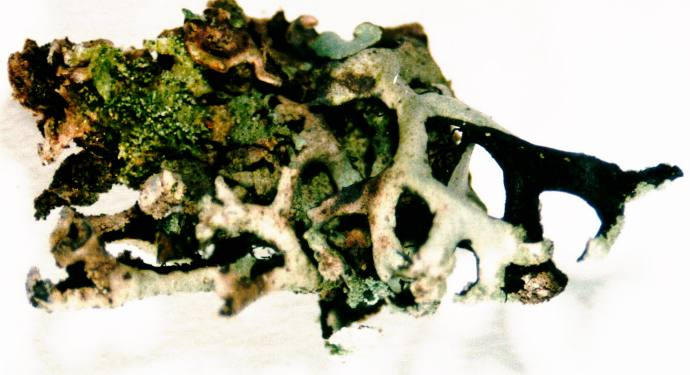
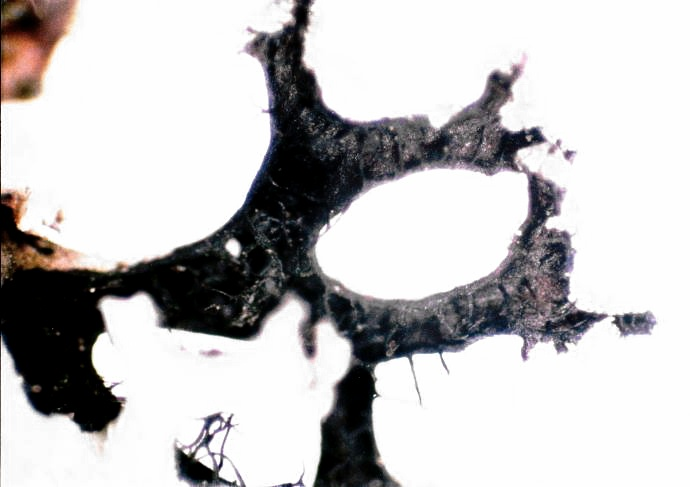
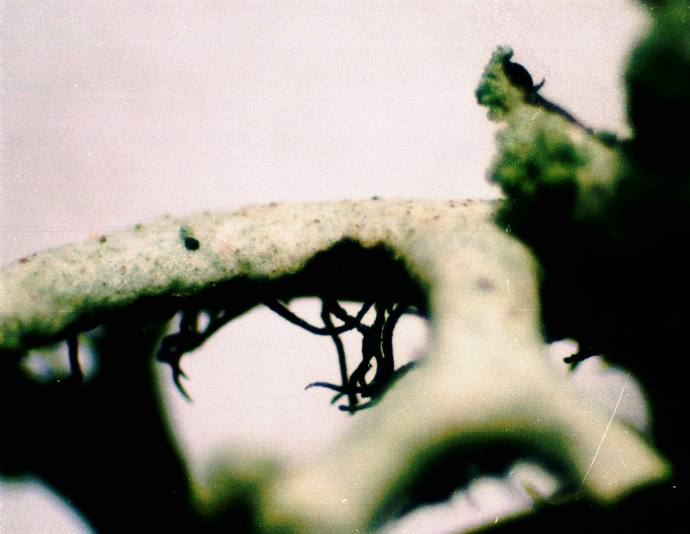
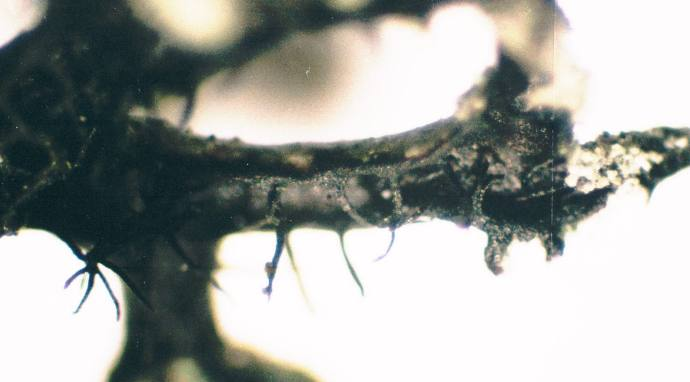
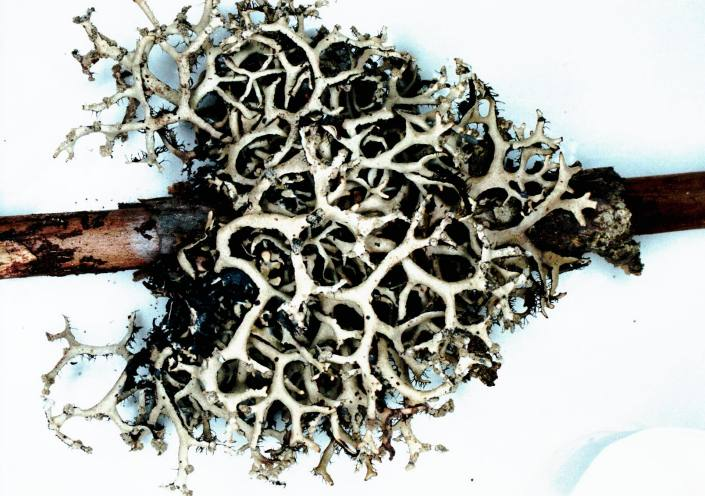